# Нердлінген
Нердлінген (фонетично точніше — Ньордлінґен, нім. Nördlingen) — місто в Німеччині, знаходиться в землі Баварія. Підпорядковується адміністративному округу Швабія. Входить до складу району Донау-Ріс.
Площа — 68,10 км2. Населення становить 20 674 осіб (станом на 31 грудня 2020).
Розташоване в південно-західній частині ударного кратера Нердлінгер-Рис.

## Історія
Нердлінген був одним з перших протестантських  міст і взяв участь в акції протесту в Шпейєрі в 1529 році.
Під час Тридцятилітньої війни відбулась  битва при Нердлінгені в 1634 році.
У 1802 році Нердлінген перестав бути вільним імперським містом, ввійшовши в склад  Баварії.

## Адміністративний устрій
Місто поділяється на 17 районів:
- Бальдінґен (Baldingen (Pfarrdorf))
- Брукмюле (Bruckmühle (Einöde))
- Валькмюле (Walkmühle (Einöde))
- Візмюле (Wiesmühle (Einöde))
- Дюрренціммерн (Dürrenzimmern (Pfarrdorf))
- Ґроссельфінґен (Grosselfingen (Pfarrdorf))
- Ґрюненбайнд (Grünenbaind (Einöde))
- Геркгайм (Herkheim (Pfarrdorf))
- Гобельмюле (Hobelmühle (Einöde))
- Гольгайм (Holheim (Pfarrdorf))
- Кляйнердлінґен (Kleinerdlingen (Pfarrdorf))
- Кльоценмюле (Klötzenmühle (Einöde))
- Льопзінґен (Löpsingen (Pfarrdorf))
- Негермеммінґен  (Nähermemmingen (Pfarrdorf))
- Нердлінґен (Nördlingen (Hauptort))
- Пфаффлінґен (Pfäfflingen (Pfarrdorf))
- Шмегінґен (Schmähingen  (Pfarrdorf))

## Галерея

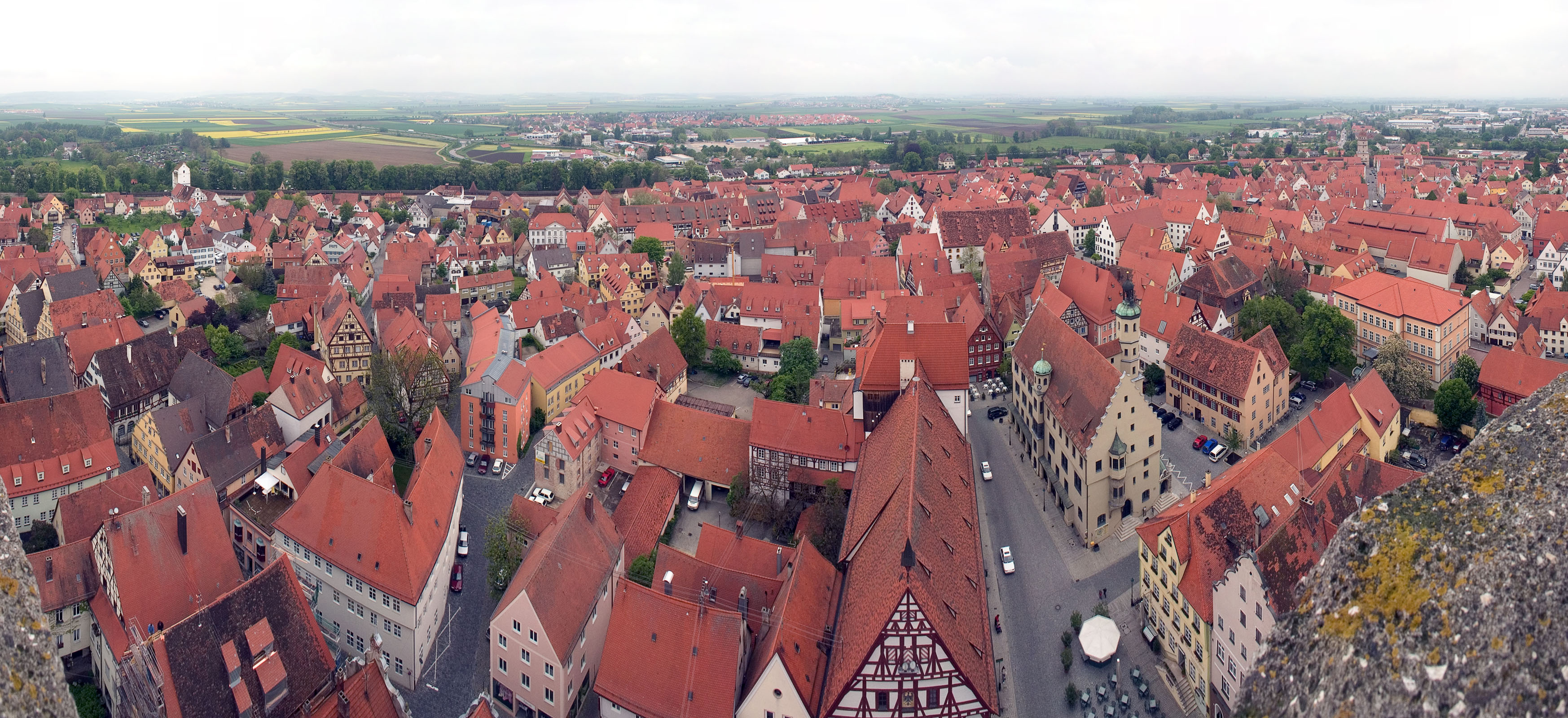
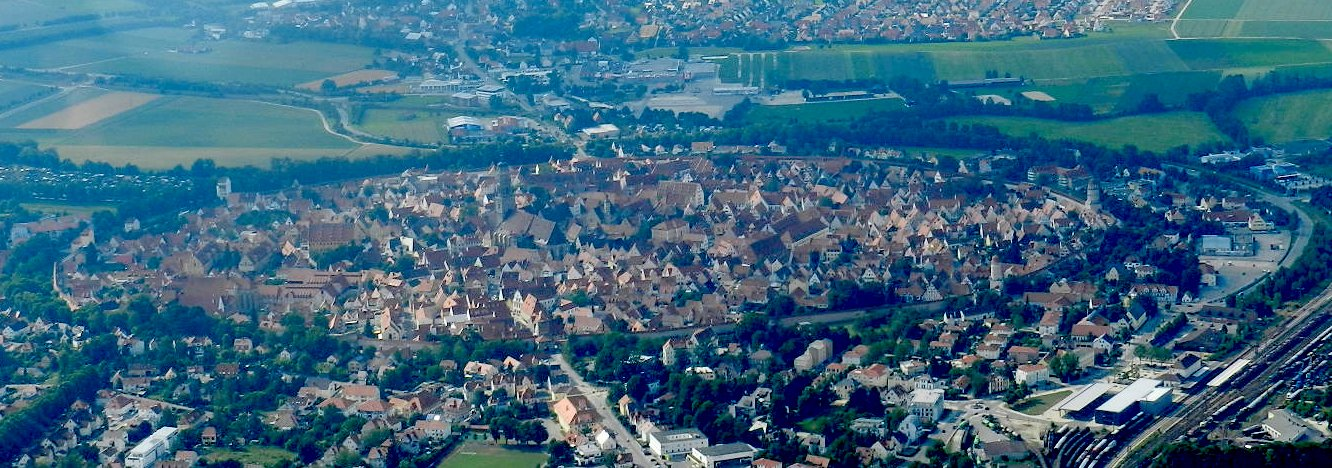
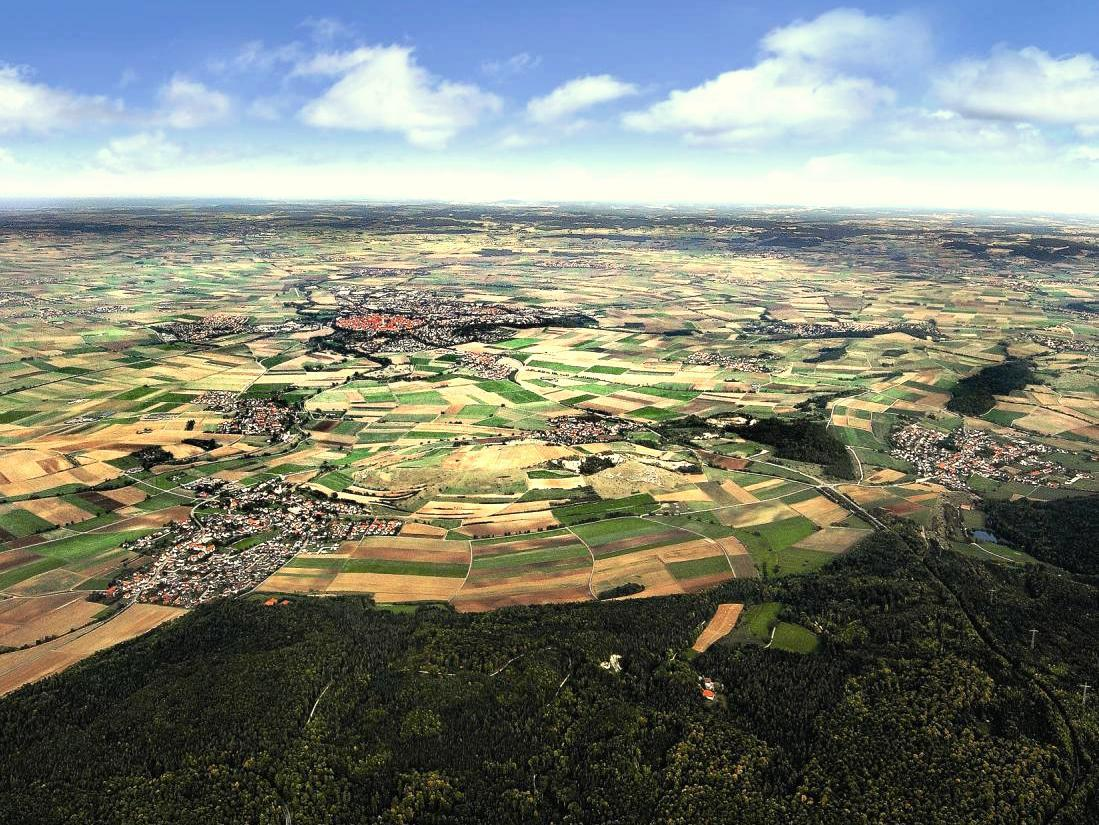
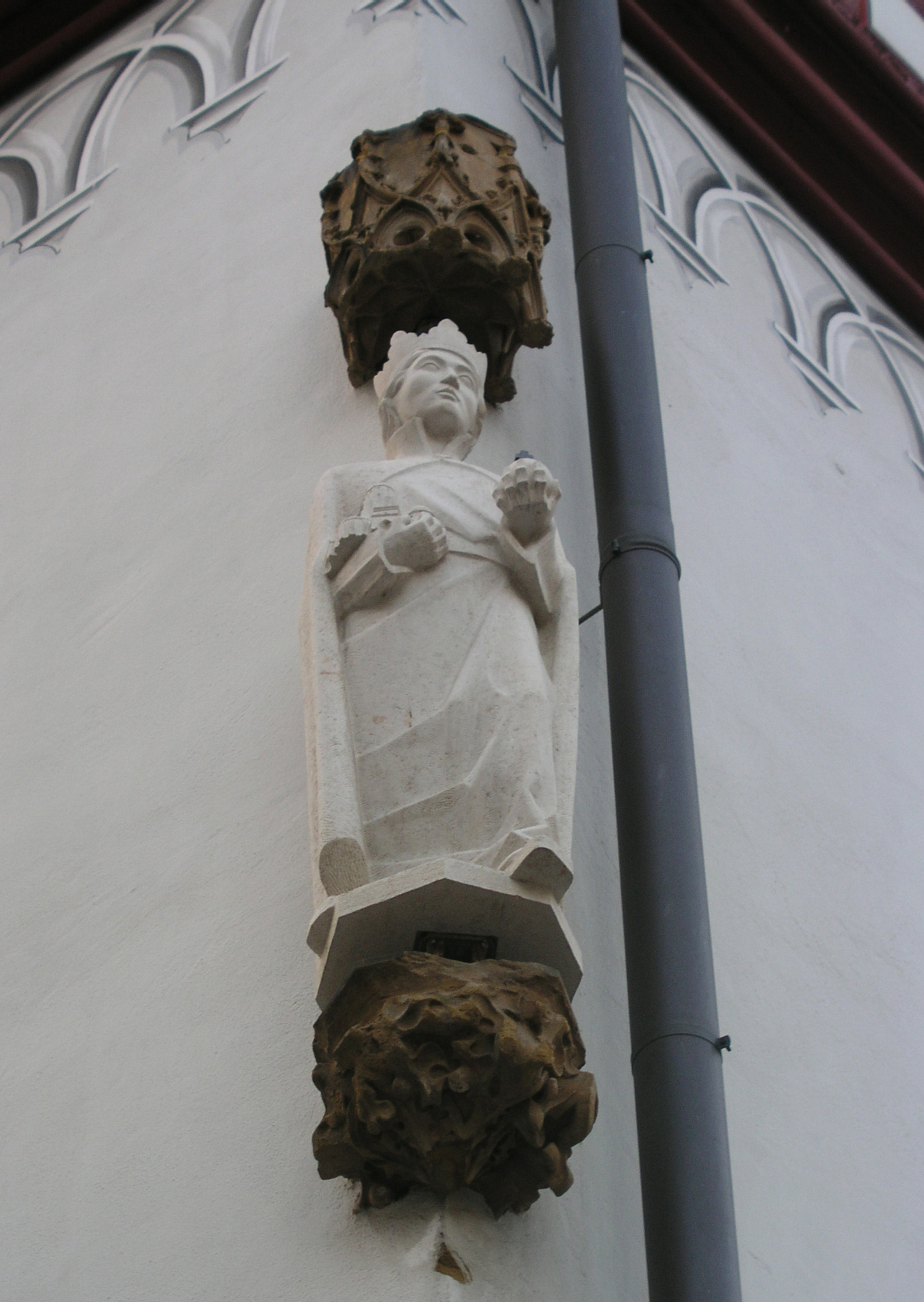
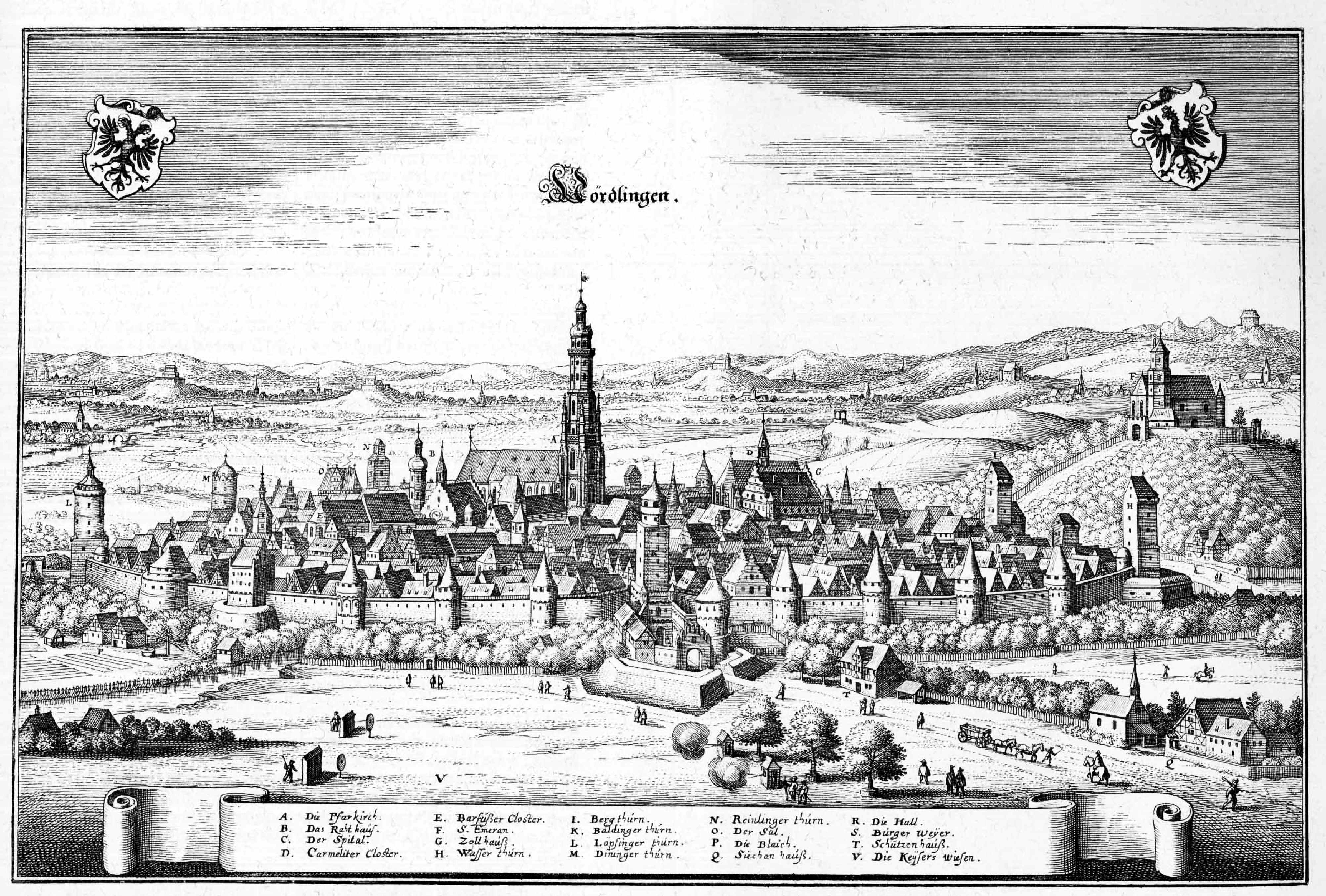
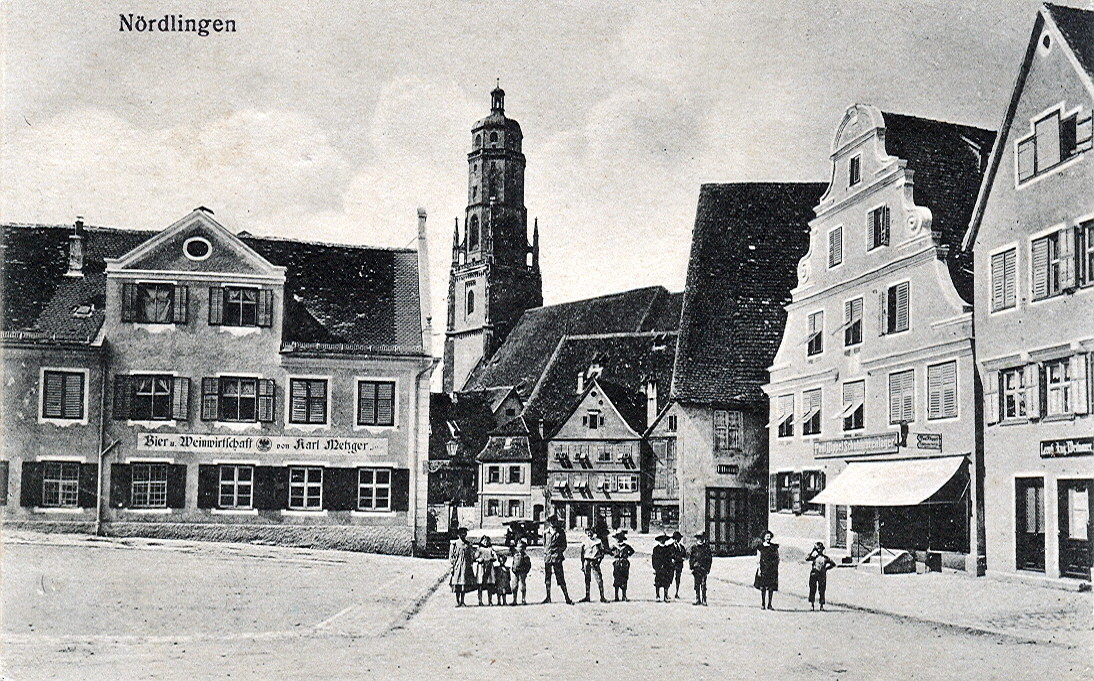